# Joseph Maria Pernter
Joseph Maria Pernter, född 15 mars 1848 i Neumarkt, södra Tyrolen (numera i Sydtyrolen), död 20 december 1908 i Arco, Italien, var en österrikisk meteorolog.
Pernter hade till en början för avsikt att först bli teolog och inträdde 1864 i jesuitorden, studerade vid universitetet i Innsbruck, verkade därpå som lärare i fysik i Kalocsa och Kalksburg, men utträdde ur jesuiterna 1877. År 1878 började han arbeta som meteorolog vid centralanstalten för meteorologi och jordmagnetism i Wien,  studerade fysik under Jožef Stefan vid Wiens universitet och blev filosofie doktor där 1880. Han blev assistent där samma år, adjunkt 1884, privatdocent i meteorologi där 1885 samt 1893 professor (extra ordinarie 1890) i kosmisk fysik vid universitetet i Innsbruck, där han särskilt ägnade sig åt studiet av den i Alperna viktiga föhnvinden. 
Genom de atmosfäriska ljusfenomen, som åtföljde utbrottet av vulkanen Krakatau 1883, leddes Pernter till ett ingående studium av de atmosfäriska ljusfenomenen i allmänhet och utförde därvid sitt främsta arbete, Meteorologische Optik (1902–06). Verket han dock aldrig fullbordas, och Felix Exner utgav de båda första utgåvorna 1910 och 1920. Han uppvisade på en konferens i Graz 1902 att den vid denna tidpunkt utbredda hagelskjutningen var verkningslös. 
År 1897 blev han professor i geofysik vid universitetet i Wien samt direktor för centralanstalten för meteorologi och geodynamik där. De förutvarande jordmagnetiska mätningarna vid denna anstalt hade måst upphöra, sedan en elektrisk spårvägslinje dragits tätt förbi centralanstalten, men i stället fick man ansvar för ett omfattande system med flera tusen stationer för iakttagelser av jordbävningar. Förutom sitt ovannämnda huvudarbete skrev han många arbeten i meteorologi och kosmisk fysik.